# NGC 185
NGC 185 (poznat i kao Caldwell 18 ) je patuljasta sferoidna galaksija koja se nalazi 2,08 milijuna svjetlosnih godina od Zemlje, a pojavljuje se u zviježđu Kasiopeja. Član je Mjesne skupine i satelit je Andromede. NGC 185 otkrio je William Herschel 30. studenog 1787. i katalogizirao ga "H II.707". John Herschel je objekt ponovno promatrao 1833. kada ga je katalogizirao kao "h 35", a zatim 1864. kada ga je katalogizirao kao "GC 90" u svom Općem katalogu maglina i klastera, NGC 185 najprije je snimljena između 1898 i 1900 od James Edward Keeler s Crossley reflektor za Lick Opservatorij . Za razliku od većine patuljastih eliptičnih galaksija, NGC 185 sadrži mlade zvjezdane nakupine , a stvaranje zvijezda odvijalo se malom brzinom sve do nedavne prošlosti. NGC 185 ima aktivno galaktičko jezgro (AGN) i obično je klasificiran kao Seyfertova galaksija tipa 2, iako se dovodi u pitanje njegov status Seyferta. Možda je Zemlji najbliža Seyfertova galaksija, a jedini je poznati Seyfert u Lokalnoj grupi.

## Vanjske poveznice
- SEDS: NGC 0185